# Elmo Ellor
Elmo Ellor (bürgerl. Name Elmar oder Elmo Ploom, * 20. Juni 1907 in Sänna, Kreis Rõuge; † 1. August 1986 in Võru) war ein estnischer Dramatiker und Journalist.

## Leben
Elmo Ellor besuchte die Gymnasien in Võru, Petseri und Valga und war ab 1928 als freiberuflicher Reporter und Dramatiker aktiv. Ab 1938 arbeitete er als Dramaturg im „Kandle“-Theater in Võru, wo er ab 1939 auch in einer Zeitungsredaktion tätig war. Nach der Sowjetisierung Estlands 1940 wurde er 1941 ein Opfer der Junideportation und verbrachte die nächsten 18 Jahre seines Lebens in Sibirien.
1959 konnte er nach Estland zurückkehren. Seit 1961 hatte er bescheidene Anstellungen im Bausektor, von 1967 bis 1989 war er beim Heimatmuseum in Võru als wissenschaftlicher Mitarbeiter angestellt.

## Werk
Ellor debütierte mit einem Liebesroman (1932) und schrieb danach eine Reihe von „anspruchslosen Volksstücken“, die jedoch auf Laienbühnen sehr populär waren und sogar in Finnland inszeniert wurden. In ihnen wurde zumeist ein harmonisches Leben auf dem Lande dargestellt. Die Stücke stachen durch komische Charakterzeichnungen, Humor und stellenweise mundartliche Sprache hervor.

## Bibliografie
- Tuulispea ('Der Hitzkopf'). Tallinn: Rahva Elu 1932. 164 S.
- Diogenes koerakongis. Külanali 2 pildis ('Diogenes im Hundezwinger. Dorfschwank in zwei Bildern'). Tallinn: T. Mutsu 1934. 32 S.
- Aeg tuleb. Draama 3 vaatuses epiloogiga ('Die Zeit wird kommen. Drama in drei Akten mit einem Epilog'). Tallinn: T. Mutsu 1934. 63 S.
- Valge varese lend. Külanali 2 vaatuses ('Der Flug der weißen Krähe. Dorfschwank in zwei Akten'). Tallinn: T. Mutsu 1935. 70 S.
- Raudne rahvas. Isamaalik näidend 3 pildis lauludega ('Das eiserne Volk. Patriotisches Schauspiel mit Liedern in drei Bildern'). Tallinn: T. Mutsu 1935. 60 S.
- Maarahva lunastamine. Külakomöödia 3 vaatuses ('Die Erlösung des Landvolks. Dorfkomödie in drei Akten'). Tallinn: T. Mutsu 1935. 86 S.
- Mare võit. Rahvatükk 3 vaatuses ('Mares Sieg. Volksstück in drei Akten'). Tallinn: T. Mutsu 1935. 76 S.
- Pärl poris. Komöödia 3 vaatuses ('Die Perle im Dreck. Komödie in drei Akten'). Tallinn: T. Mutsu 1936. 105 S.
- Peep Adrakurg. Külakomöödia 3 vaatuses ('P.A. Dorfkomödie in drei Akten'). Tallinn: T. Mutsu 1939. 74 S.